# Octobre 1875

## Événements
- Campagne d’Éthiopie : Raouf Pacha occupe le Harrar. Des quatre expéditions militaires simultanées contre le plateau éthiopien lancée par l’Égypte, seule celle de Raouf Pacha, partie de Zeilah connait le succès. Elle occupe le Harrar où les égyptiens contraignent les Galla à se convertir à l’Islam.
- Visite officielle de l’empereur Guillaume Ier d'Allemagne en Italie. Il rencontre le roi Victor-Emmanuel II à Milan le 18.

- 4 octobre : élections en Grèce.

- 15 octobre : fondation de la ville de Totoras (es) en Argentine.

- 20 octobre : Lonyay, accusé de corruption doit démissionner et céder le pouvoir en Hongrie au libéral Coloman Tisza (Kálmán Tisza), auteur de la fusion des partis libéraux et de l’indépendance (fin en 1890). Le parti libéral remporte toutes les élections pendant trente ans.

## Naissances
- 1er octobre : Eugeen van Mieghem, peintre belge († 24 mars 1930).
- 2 octobre : Henry Février, compositeur français († 6 juillet 1957).
- 8 octobre : Dr. Atl (Gerardo Murillo), peintre mexicain († 1964).
- 12 octobre : Aleister Crowley, écrivain et occultiste britannique († 1er décembre 1947).
- 18 octobre, Aristide Blais, médecin et sénateur.
- 23 octobre : Gilbert Newton Lewis, physicien et chimiste américain († 23 mars 1946).
- 26 octobre : H.B. Warner, acteur américain.
- 31 octobre : Natalie Clifford Barney, femme de lettres américaine († 2 février 1972).

## Décès
- 6 octobre : Ole Berendt Suhr, marchand, investisseur, propriétaire foncier et philanthrope danois (° 3 mai 1813).
- 12 octobre : Jean-Baptiste Carpeaux, sculpteur et peintre français (° 1827).